# The Legend of Heroes: Trails into Reverie
The Legend of Heroes: Trails into Reverie (英雄伝説 創の軌跡, Eiyuu Densetsu Hajimari no Kiseki, lit: 'La llegenda dels herois: Traces del començament') és un videojoc de rol desenvolupat per Nihon Falcom de 2020. El joc forma part de la sèrie Trails, i alhora part de la sèrie més gran The Legend of Heroes. Va sortir a la venda el 27 d'agost de 2020 al Japó per a PlayStation 4, amb ports per a Nintendo Switch i Microsoft Windows publicats l'agost de 2021. Va sortir a la venda en anglès el 7 juliol de 2023, juntament amb una versió per a PlayStation 5.
Trails into Reverie es considera l'epíleg dels arcs d'Erebònia i Crossbell, i és un precursor de l'arc de Calvard.

## Jugabilitat
Trails into Reverie té una jugabilitat semblant a la de la tetralogia Trails of Cold Steel, essent un videojoc de rol tradicional japonès amb combats per torns. El joc conté un nou sistema, la Cruïlla, en què els jugadors poden canviar entre tres arcs de la història, cadascun centrat en un protagonista diferent: el líder de la secció de suport especial de Crossbell, en Lloyd Bannings; l'instructor de la classe VII, en Rean Schwarzer i l'individu emmascarat, en "C".
El joc conté 50 personatges jugables, el nombre més gran de tota la sèrie.

## Trama
El joc té lloc cinc mesos després dels esdeveniments de Trails of Cold Steel IV i el final del Gran Crepuscle. La Secció de Suport Especial (SSS) de Crossbell, expulsa les forces imperials restants de Crossbell i reclama la independència. Quan la ciutat es prepara per a la cerimònia de reindependència, és interrompuda per en Rufus Albarea, l'antic governador general de Crossbell i la mà dreta del difunt canceller Osborne. Aparentment, s'ha escapat de la presó i vol reclamar Crossbell com a territori seu. Es revela que la seva intenció és unir el món sota la nació unificada de Crossbell, amb ell com a líder suprem. La SSS, liderada per en Lloyd Bannings; la Classe VII de Thors, liderada per en Rean Schwarzer; un misteriós grup liderat per en "C" (que no és el líder del Front d'Alliberament Imperial) i els guardabraços de Liberl uneixen forces per aturar-lo, mentre reben pistes sobre el veritable instigador darrere de l'incident.

## Desenvolupament i publicació
El joc va ser anunciat per Nihon Falcom el desembre de 2019 per a PlayStation 4, descrit com un "punt d'inflexió que portarà a la conclusió de la sèrie". Es va anunciar que sortiria a voltants del tercer trimestre de 2020 i es va publicar el 27 d'agost de 2020 al Japó. El 26 d'agost de 2021 Clouded Leopard Entertainment va publicar-ne ports per a Nintendo Switch i Microsoft Windows al Japó. Igual que la tetralogia Trails of Cold Steel, Trails into Reverie es va fer amb el motor de joc PhyreEngine, l'últim joc de Nihon Falcom a utilitzar-lo. El juny de 2021, NIS America va anunciar durant l'acte del 40è aniversari de Falcom que publicarien el joc en anglès amb el nom de Trails into Reverie. Va sortir a la venda el 7 de juliol del 2023 per a PlayStation 4, PlayStation 5, Microsoft Windows i Nintendo Switch als Estats Units i a Europa, i el 15 de juliol a Australàsia.